# Spårvagnsattentatet i Utrecht
Spårvagnsattentatet i Utrecht var en skjutning den 18 mars 2019 i centrala Utrecht i Nederländerna. Tre personer dödades och fem personer skadades. Skottlossningen inträffade klockan 10.45 på en spårvagn nära 24 Oktoberplein-Zuid.

## Gärningsmannen
Gärningsmannen var på fri fot flera timmar efter brottet, men han kunde gripas vid ett bostadshus i Oudenoord, några kilometer ifrån där skottlossningen ägde rum. Polisen gick under jakten ut med namn och bild på den 37-årige muslimen Gökmen Tanis, född i Turkiet, som var känd av polisen sedan tidigare. Polisen gjorde en räd i ett flerfamiljshus, nära den plats där man påträffade en röd Renault Clio som man trodde var förknippad med skjutningen. Ytterligare två personer greps efter en husrannsakan. Gökmen Tanis var i rätten två veckor innan attentatet i en förberedande förhandling, anklagad för en våldtäkt i juli 2017. Han har även stått inför rätta för flera andra brott under de senaste åren, bland annat stöld och rattfylla. Det är dock oklart vilka av brotten han dömts för.[källa behövs]

## Motiv
Europol klassificerade attentatet som ett islamistiskt terrorattentat.